# Vigarano Mainarda
Vigarano Mainarda is een gemeente in de Italiaanse provincie Ferrara (regio Emilia-Romagna) en telt 6707 inwoners (31-12-2004). De oppervlakte bedraagt 42,3 km², de bevolkingsdichtheid is 157 inwoners per km².
De volgende frazioni maken deel uit van de gemeente: Castello, Diamantina, Vigarano Pieve.

## Demografie
Vigarano Mainarda telt ongeveer 2757 huishoudens. Het aantal inwoners daalde in de periode 1991-2001 met 0,4% volgens cijfers uit de tienjaarlijkse volkstellingen van ISTAT.
| Jaar | Inwoneraantal |
| ---- | ------------- |
| 1991 | 6610          |
| 2001 | 6584          |

## Geografie
De gemeente ligt op ongeveer 10 meter boven zeeniveau.
Vigarano Mainarda grenst aan de volgende gemeenten: Bondeno, Ferrara, Mirabello, Poggio Renatico.

## Geboren in Vigarano Mainarda
- Carlo Rambaldi (1925-2012), schilder en beeldhouwer gespecialiseerd in speciale effecten voor films